# Thé au Sri Lanka
Le Sri Lanka est une zone de production privilégiée de thé, surtout noir.

## Histoire

### Avant l'arrivée du thé
La première production soutenue par le pouvoir colonial néerlandais est la cannelle. Sous l'administration d'Iman Willem Falck, les plantations de cannelle se multiplient à Colombo, dans les quartiers de Maradana et de Cinnamon Gardens, en 1767. Le premier gouverneur britannique, Frederick North, interdit les plantations privées de cannelle, assurant un monopole d'État sur les plantations désormais toutes propriété de la Compagnie britannique des Indes orientales. Dans les années 1830, une crise économique affecte l'Europe et les exportations de cannelle. William MacBean George Colebrooke fait fermer la plupart des plantations en 1833 et se tourne vers le café.

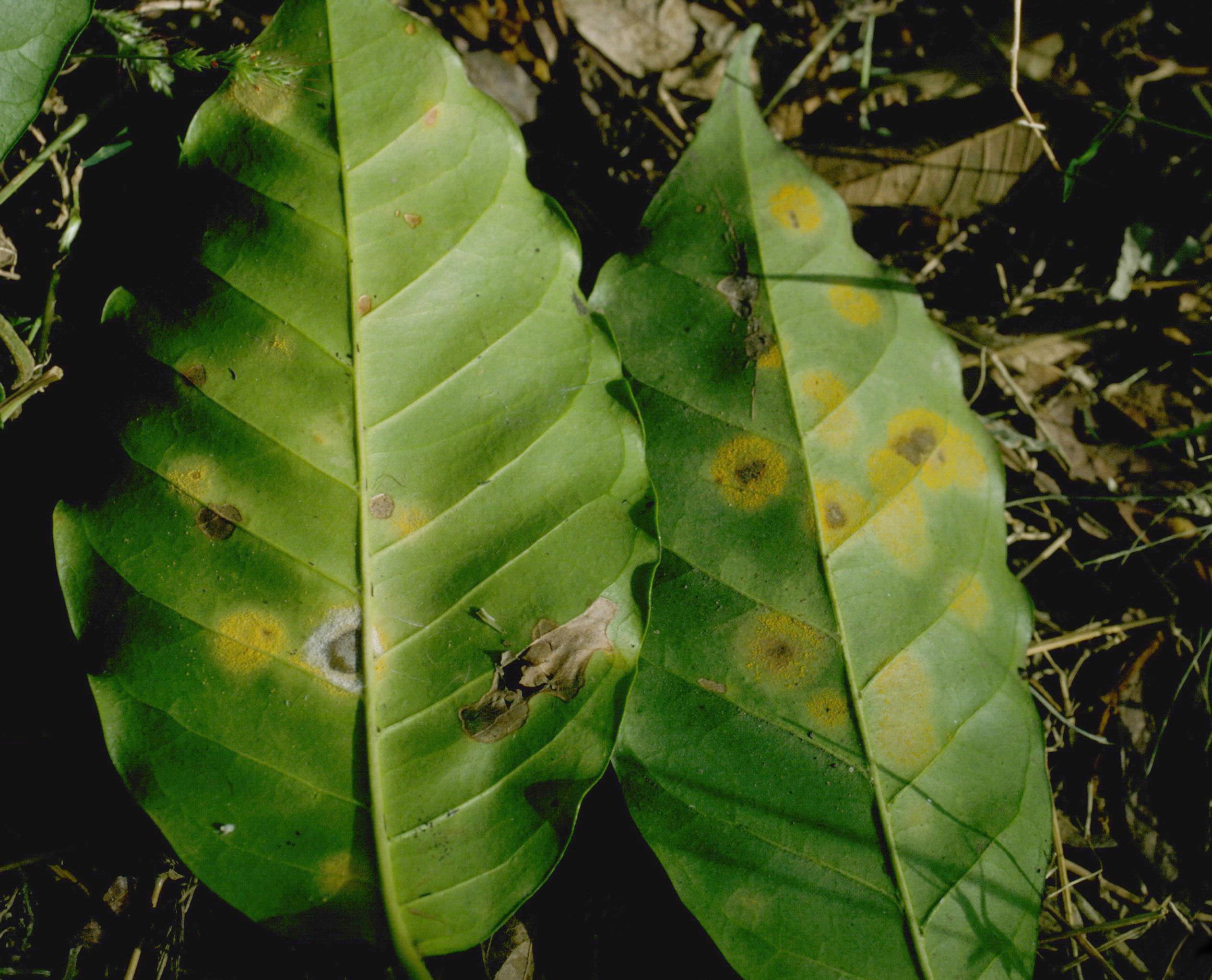
Hemileia vastatrix, le champignon responsable de la chute des plantations de café.

Dans les années 1870, les plantations de caféiers sont décimées par Hemileia vastatrix. La mort de l'industrie du café pousse les propriétaires de plantations à tenter de les remplacer par des plantations de cacao et cinchona, à nouveau décimés par des maladies. À la fin des années 1870, presque toutes les anciennes plantations de café de Ceylan sont passées à la cultivation du thé.

### Fondation des plantations de thé

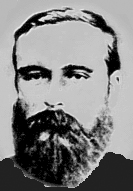
James Taylor à Kandy, Sri Lanka, dans les années 1860.

En 1824, les Britanniques volent un plant de thé chinois et le replantent au jardin botanique de Peradeniya à des fins d'étude. En 1839, d'autres plants sont ramenés d'Assam et de Calcutta via la Compagnie britannique des Indes orientales. En 1854 naît la Planters' Association of Ceylon. En 1867, James Taylor marque la naissance du thé au Sri Lanka, il fait planter des thés chinois et d'Assam à Kandy. La première plantation mesure 19 acres. En 1872, Taylor commence à opérer une usine de transformation du thé et vend son produit pour la première fois. En 1873, un premier colis de 23 livres de thé arrive à Londres et reçoit les félicitations d'Arthur Conan Doyle.
Rapidement, de nombreuses plantations ouvrent dans les quartiers voisins de Kandy.
| Région                   | Population totale | Nombre de plantations | Population dans les plantations | % de la population dans les plantations |
| ------------------------ | ----------------- | --------------------- | ------------------------------- | --------------------------------------- |
| Kandy                    | 258,432           | 625                   | 81,476                          | 31.53                                   |
| Badulla                  | 129,000           | 130                   | 15,555                          | 12.06                                   |
| Matale                   | 71,724            | 111                   | 13,052                          | 18.2                                    |
| Kegalle                  | 105,287           | 40                    | 3,790                           | 3.6                                     |
| Province de Sabaragamuwa | 92,277            | 37                    | 3,227                           | 3.5                                     |
| Nuwara Eliya             | 36,184            | 21                    | 308                             | 0.85                                    |
| Kurunegala               | 207,885           | 21                    | 2,393                           | 1.15                                    |
| Matara                   | 143,379           | 11                    | 1,072                           | 0.75                                    |
| Total                    | 1,044,168         | 996                   | 123,654                         | 11.84                                   |

### Ère moderne du thé au Sri Lanka

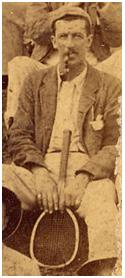
Henry Randolph Trafford, un pionnier de la culture du thé dans les années 1880.

La production de thé sri lankais augmente énormément dans les années 1880, et en 1888 les productions de thés sont plus larges que les plantations historiques de café, atteignant 400 000 acres en 1899. Le seul planteur local à investir rapidement dans la production de thé est Charles Henry de Soysa,,. Des Britanniques, dont Henry Randolph Trafford, arrivent au Sri Lanka et rachètent des plantations de café près de Kandy. Trafford lui-même remplace rapidement les plantations de café par celles de thé, qu'il connaît beaucoup mieux. Les magasins de café se transforment tout aussi rapidement en usines de transformation du thé, s'appuyant sur la fabrication du premier séchoir à thé Sirocco par Samuel Cleland Davidson (en) en 1877 et de la première machine à rouler le thé par John Walker & Co en 1880. En 1884, la Central Tea Factory ouvre à Nuwara Eliya. Les usines de transformation du thé sont approvisionnées en machines par Marshall, Sons & Co. de Gainsborough, Tangyes Machine Company à Birmingham, et Davidson & Co. à Belfast.

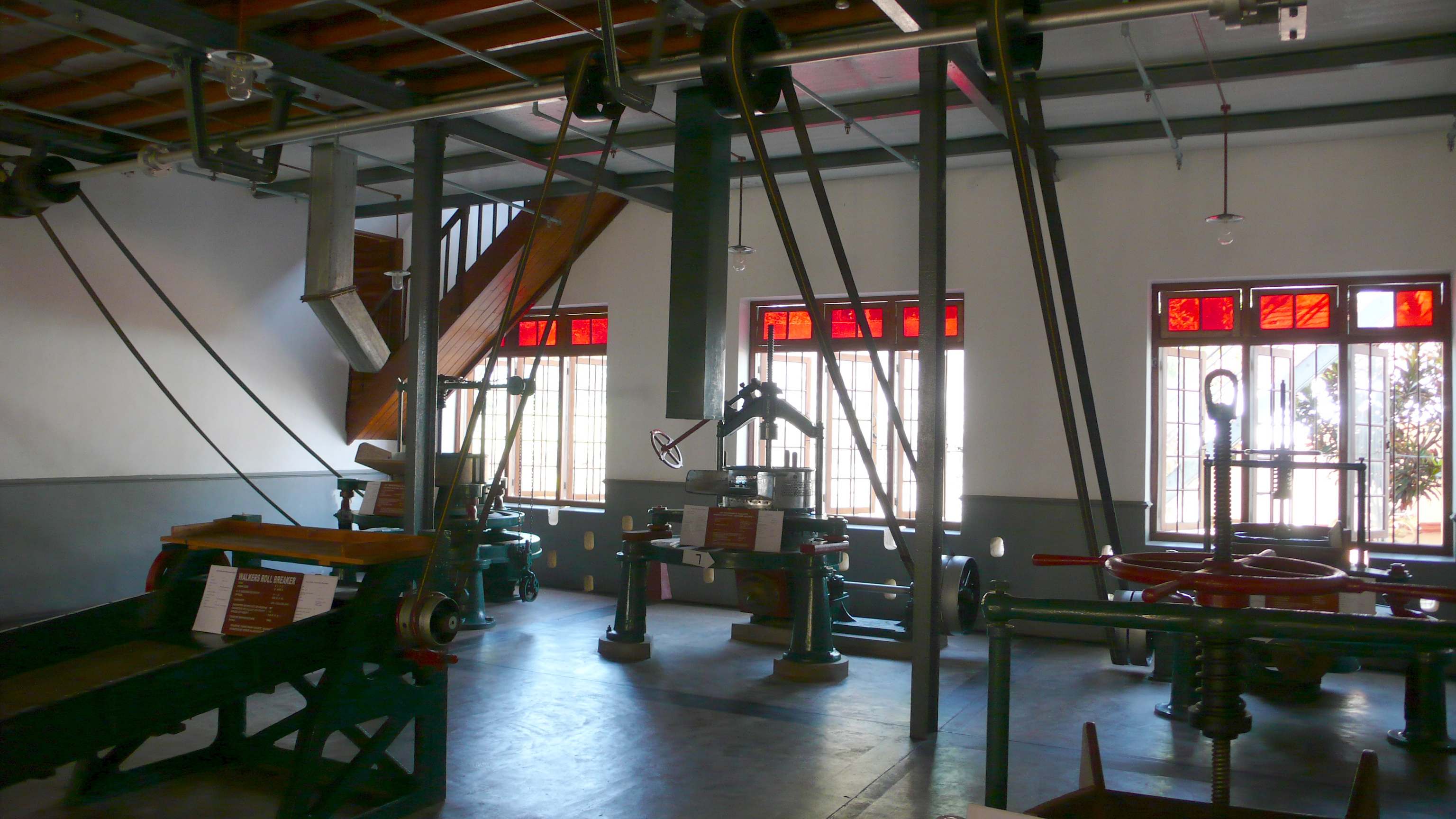
Une usine à Kandy, avec une exposition de machines des années 1850.

La première vente aux enchères de thé se déroule dans les locaux de Somerville and Company Limited le 30 juillet 1883, sous la direction de la chambre du commerce de Ceylan (en). Un million de paquets de thé sont vendus à l'exposition universelle de 1893. La même année, le thé se vend à 36,15 £ par livre aux enchères de Londres. En 1894, la Ceylon Tea Traders Association est fondée ; dans les années 2010, l'immense majorité du thé produit au Sri Lanka reste organisé par cette association ou la chambre du commerce de Ceylan. En 1896, la Colombo Brokers' Association est fondée ; en 1915, Thomas Amarasuriya est le premier Sri Lankais à être nommé président de la Planters' Association. En 1925, l'Institut de recherche sur le thé est créé pour maximiser le rendement et optimiser les méthodes de production. En 1927, la production de thé du pays dépasse les 100 000 tonnes par an, quasi-exclusivement vouées à l'exportation. En 1932, le Ceylon Tea Propaganda Board ouvre. En 1934, une loi interdit l'exportation du thé de mauvaise qualité.
En 1938, le Tea Research Institute commence à travailler sur la propagation végétale, et en 1940 elle développe l'ajout de Macrosentus homonae, une guêpe parasite, pour chasser les chenilles qui mettent les théiers en danger,. La première plaque tournantes de thé, M/s Pieris & Abeywardena, est fondée en 1941. En 1944, la Ceylon Estate Employers' Federation est fondée. Le 1er octobre 1951, une taxe est instaurée sur les exportations de thé. En 1958, la State Plantations Corporation est fondée, et le 1er juin 1959, une taxe est instaurée pour les thés vendus aux enchères de Colombo.
Dans les années 1960, les exportations sri lankaises de thé dépassent les 200 000 tonnes et les plantations s'étendent sur plus de 200 000 hectares. En 1965, Sri Lanka devient le plus grand exportateur de thé au monde.
Le Sri Lanka est le troisième pays producteur de thé au monde, et son thé est divisé en grades qui correspondent à l’altitude à laquelle il est cultivé, de 600 à 2 500 mètres. En 1963, le pays commence à produire et à exporter du thé instantané, et en 1966, le pays organise la première Convention Internationale du Thé pour célébrer les 100 ans de l'industrie du thé au Sri Lanka. En 1971 et 1972, le gouvernement Sri Lankais nationalise des plantations de thé, de ficus elastica et de noix de coco,,, et en 1975 il nationalise les entreprises Rupee et Sterling. La réforme agraire de l'époque interdit à toute personne d'être propriétaire de plus de 50 acres de terrain. En 1976, quatre associations gouvernementales sont fondées pour superviser les plantations nationalisées. En 1976, le pays commence à exporter du thé en sachet.
En 1980, le Sri Lanka est le fournisseur officiel de thé des Jeux olympiques d'été de 1980, des Jeux du Commonwealth de 1982 et de l'Expo 88, en 1987 en Australie. En 1981, le pays commence à importer des thés pour faire des mélanges à exporter et en 1982, il commence à produire et à exporter du thé vert. En 1983, les plantations commencent à utiliser la méthode CTC. En 1992, pour les 125 ans de l'industrie du thé sri lankais, le pays organise une convention internationale à Colombo. Le 21 décembre 1992, la taxe sur les exports et la taxe sur les enchères sont abolies, et le Tea Research Board reçoit un soutien financier et officiel pour ses recherches sur la production de thé. En 1992 et 1993, de nombreuses plantations nationalisées au début des années 1970 sont à nouveau privatisées, revendues en général à des conglomérats indiens,. Les 23 plantations publiques restantes sont vendues à des entreprises privées peu après.
En 2000, la production de thé au Sri Lanka dépasse les 300 000 tonnes. En 2001, Forbes & Walker Ltd. lance la première vente de thé en ligne aux enchères de Colombo,. Le Musée du Thé de Ceylan ouvre le 1er décembre 2001. En 2002, la Tea Association of Sri Lanka est fondée. D'après le ministre de l'agriculture, Lakshman Kiriella (en), la Tea Association of Sri Lanka a pour vocation de soutenir le secteur privé dans la production et l'exportation du thé. Elle est financée majoritairement via la Banque asiatique de développement.

## Consommation

### Préparation
Le thé noir est majoritaire, il est servi avec du lait et du sucre, mais le lait est toujours chauffé avant. Le thé est une boisson très populaire chez les Sri-Lankais, et une partie de son territoire est entouré par de nombreuses collines où les plantations de thé s'étendent sur des kilomètres. Boire du thé est devenu une  partie intégrante de la culture du Sri Lanka.

### Occasions
À renommer en fonction des occasions du pays

## Commerce

### Importation
Inclure les taxes, restrictions, etc.

### Exportation
Le Sri Lanka exporte essentiellement du thé noir, souvent sous l'ancien nom du pays, Ceylan. Les exportations de thé de Ceylan sont responsables de 2 % du produit national brut du Sri Lanka, soit environ 1,5 milliard de dollars américains en 2013.

## Production
Pour un article plus général, voir Production du thé.
En 1995, le Sri Lanka produit 23 % du thé mondial et est en première position des producteurs. Depuis il a été dépassé par le Kenya. En 2013, un pic de production est enregistré à 340 millions de kilogrammes de thé.

### Système de culture et de récolte
Le Sri Lanka adopte la culture en courbes de niveau, c’est-à-dire que le théier est planté en rangées qui suivent le relief naturel des pentes. Des femmes cueillent les deux feuilles les plus hautes et un bourgeon de chaque plant ; le Sri Lanka est un des rares pays où le thé est encore cueilli à la main pour assurer une meilleure qualité ; dans beaucoup d’autres pays, des machines sont utilisées pour récolter beaucoup plus de feuilles au goût moins apprécié. Les femmes ont généralement un objectif d’une quinzaine de kilogrammes à récolter par jour, à peser, puis à transporter à une usine de transformation proche. Elles répandent également de l’engrais sur les sols, et coupent les plants pour les empêcher de pousser en hauteur.

### Conditions de travail

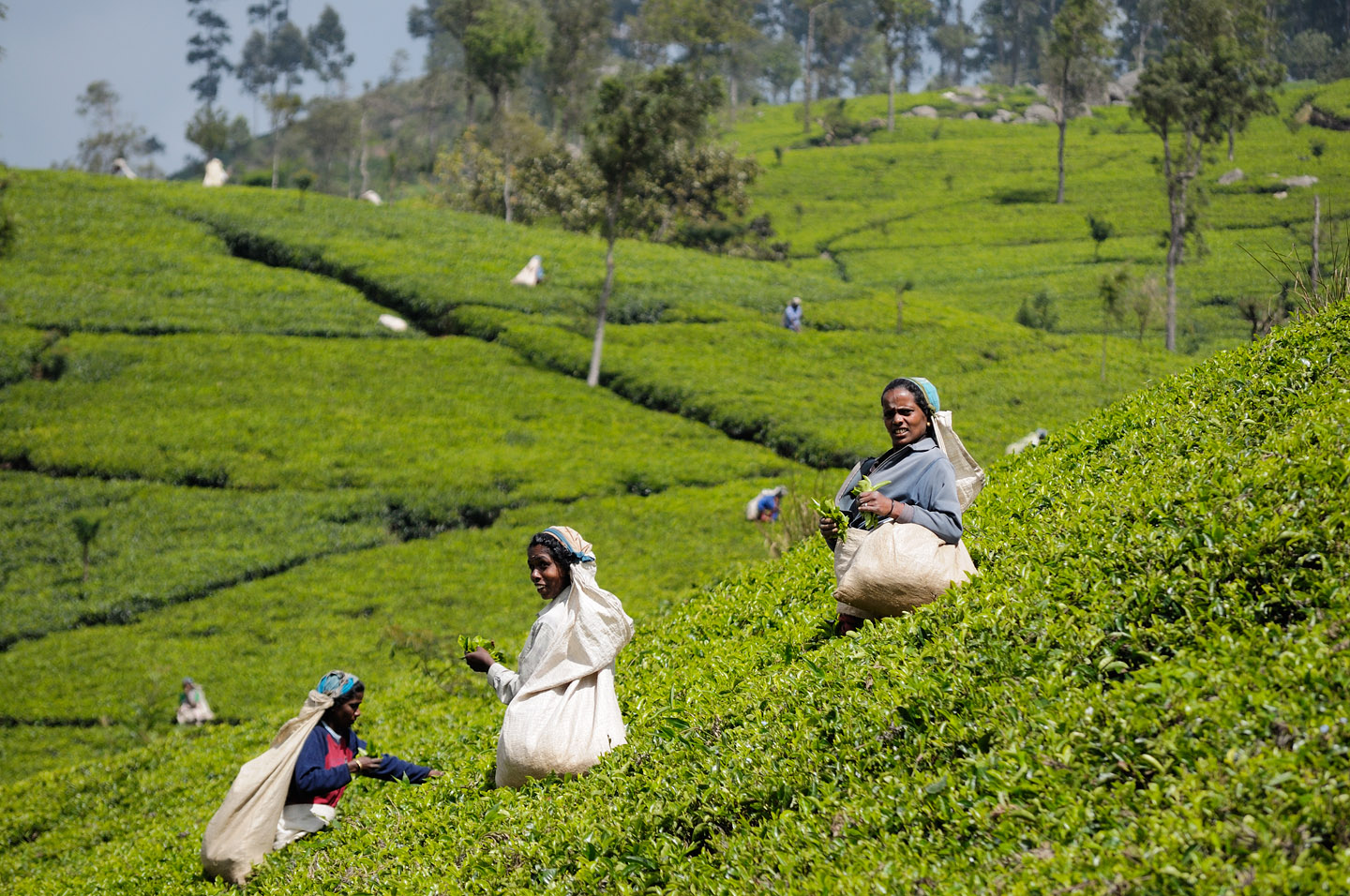
Femmes cueillant le thé.

L'industrie du thé sri lankais implique plus d'un million d'emplois directs et indirects. En 1995, elle est responsable de 215 338 emplois dans les plantations de thé.
Au sein de l'industrie, on compte de nombreuses jeunes femmes, embauchées dans les plantations dès l'âge de douze ans. Aux débuts de l'industrie du café, la main-d'œuvre manque aux propriétaires. Les Cingalais refusent de travailler dans les plantations : des Tamouls sont donc emmenés au Sri Lanka pour y travailler. L'immigration augmente avec les années, avec 55 000 immigrants tamouls dans le pays en 1855. À la fin de l'ère du café, on en compte environ 100 000. En 1904, la Planter's Association of Ceylon établit la Commission du Travail de Ceylan, dirigée par le propriétaire Norman Rowsell (en), à Tiruchirappalli. L'objectif de la commission est d'acquérir une main-d'œuvre tamoule bon marché pour les plantations sri lankaises.
Les femmes doivent s'occuper des corvées domestiques dans les plantations, et sont généralement recrutées par familles entières. Elles vivent dans des lines (« lignes »), des rangées de maisons mitoyennes à une ou deux pièces. L'hébergement et les accès aux soins et à l'hygiène sont généralement très mauvais dans le secteur. Dans une ligne, on compte généralement 6, 12 ou 24 maisons. Les pièces à vivre des employés sont souvent privées de fenêtres et de ventilation. Une dizaine de membres de la même famille vivent souvent dans la même pièce. Plus récemment, des mouvements ont exigé des meilleures conditions d'hébergement et mené une légère amélioration, bien que ces conditions restent insalubres. D'après des enquêtes de l'organisation Christian Aid, les femmes tamoules travaillant dans les plantations sont particulièrement vulnérables face aux discriminations et à la maltraitance. En raison de ces observations, plus de 85 groupes de femmes sont fondés partout dans le pays : ils éduquent les travailleuses au féminisme, aux compétences techniques et à la prévention de la violence sexiste.
La hiérarchie des plantations est très marquée. Les femmes, qui constituent 75 à 85 % de la masse salariale de l'industrie, sont le plus souvent la main-d'œuvre la moins qualifiée et la moins écoutée. Les salaires sont souvent très bas : à Nuwara Eliya, en 2005, les femmes peuvent toucher 7 par kilo de thé, pour 16 kg de thé cueillis par jour, soit un salaire minimal de 115, soit 1,4 euro par jour. Les hommes sont plutôt embauchés pour couper des arbres ou utiliser des équipements mécaniques : leurs journées sont plus courtes et leurs salaires plus élevés. En 2006, les travailleurs se soulèvent contre ces salaires trop bas. Les salaires sont augmentés, atteignant en moyenne 378  pour les hommes et 261  pour les femmes chaque jour. Cela n'enlève pas le problème de la pauvreté chez les employés non qualifiés et peu éduqués. Les plantations affichent un taux de pauvreté systématiquement supérieur à la moyenne nationale, et avec l'augmentation significative des revenus moyens sri lankais depuis 1990, la pauvreté se cantonne désormais aux zones rurales. On estime qu'environ 32 % des travailleurs des plantations sont sous le seuil de pauvreté en 2006, un chiffre plus haut que celui de 2002.

### Transformation
Techniques de roulage, d’oxydation, emballage, etc.

### Représentations à l'international

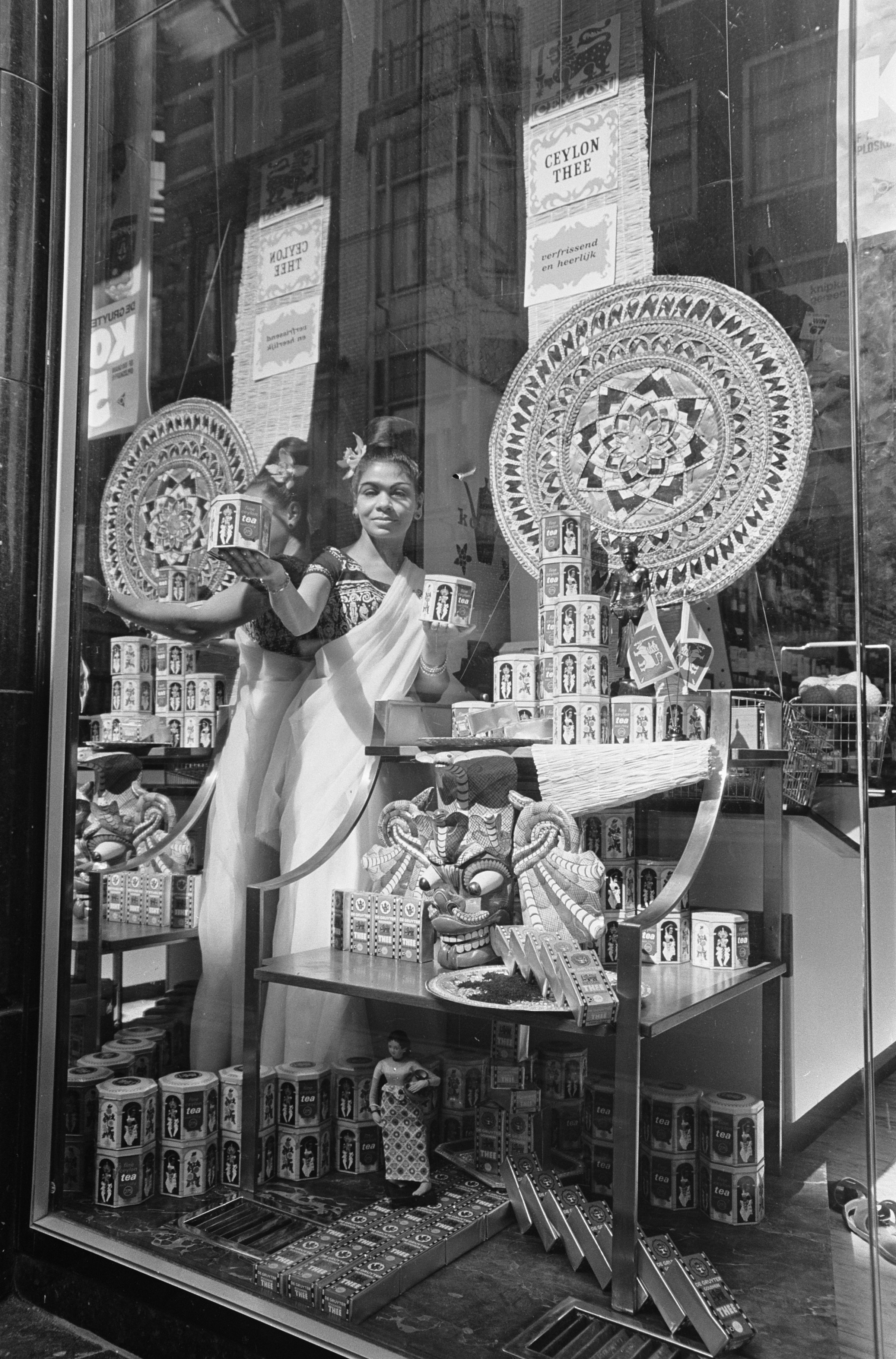
Promotion du thé de Ceylan, le 21 Avril 1967, dans la vitrine d'un magasin de l’enseigne De Gruyter, aux Pays-Bas.